# NGC 5246
NGC 5246 is een balkspiraalstelsel in het sterrenbeeld Maagd. Het hemelobject werd op 30 april 1864 ontdekt door de Duitse astronoom Albert Marth.

## Synoniemen
- UGC 8612
- MCG 1-35-17
- ZWG 45.50
- IRAS 13349+0421
- PGC 48128